# Francuski zwrot
Francuski zwrot – określenie taktyki podjętej przez francuskich trockistów w latach 1934-1936, polegającej na dokonaniu entryzmu w SFIO. Była następnie naśladowana przez trockistów z innych krajów europejskich. 

## Przyczyny
Trockiści francuscy byli zrzeszeni w niewielkiej Lidze Komunistycznej, ówcześnie niewielkiej organizacji z niewielką bazą wśród robotników. W związku z kryzysem 6 lutego 1934 i powstaniem jednolitego frontu SFIO oraz PCF Lew Trocki dostrzegł możliwości popularyzowania trockizmu we Francji i zwiększenia liczby członków Ligi poprzez dołączenie do jednolitego frontu. Wobec braku wewnętrznej demokracji w PCF i zdecydowanie prostalinowskiego stanowiska tej partii Trocki zalecił swoim francuskim zwolennikom wstępowanie do SFIO i propagowanie tam poglądów trockistowskich. 

## Praktyka
Przywódcy Ligi Komunistycznej byli podzieleni w kwestii propozycji, przedstawionej oficjalnie przez Trockiego w kwietniu 1934. Raymond Molinier zdecydowanie poparł propozycję, Pierre Naville był jej przeciwny, Pierre Frank nie miał zdania. Dyskusja wewnątrzorganizacyjna trwała dwa miesiące i zakończyła się uchwałą o rozwiązaniu Ligi Komunistycznej i stworzeniu Grupy Bolszewików-Leninistów wchodzącej w skład SFIO na zasadzie frakcji. Naville, po negatywnym zaopiniowaniu decyzji o dokonaniu entryzmu, opuścił organizację. 
GBL rozpoczęła pracę wśród działaczy SFIO, skupiając się na paryskich grupach partii i na jej młodzieżówce. Trockiści zaangażowali się szczególnie w protest przeciwko przekształceniu frontu partii lewicowych we Front Ludowy z udziałem Partii Radykalnej, mającej oparcie w klasie średniej. Mimo ostatecznego niepowodzenia tych działań, aktywista trockistowski Jean Rous został wybrany do Komitetu Administracyjnego SFIO. 

## Wystąpienie ze SFIO
Fiasko walki o zachowanie lewicowego charakteru zjednoczonego frontu skłoniło jednak Trockiego do cofnięcia swojego poparcia dla działań GBL wewnątrz SFIO. Uznał on, że działanie wewnątrz organizacji o charakterze dalekim od lewicowego radykalizmu nie ma większego sensu i wezwał trockistów do opuszczenia Frontu Ludowego i rozpoczęcia prac nad nową partią antykapitalistyczną. Ponownie, po dłuższych dyskusjach wewnątrzpartyjnych, trockiści zaakceptowali to stanowisko i opuścili SFIO w sposób chaotyczny, nie do końca informując opinię publiczną o powodach swojej decyzji. Łącznie z SFIO wyszło około 600 osób, a organizacje trockistowskie we Francji, ulegające dalszym podziałom, nie odegrały już żadnej roli przed 1939. 

## Ocena francuskiego zwrotu
Światowy ruch trockistowski toczył ostre dyskusje związane z oceną francuskiego zwrotu. Michel Pablo i Gerry Healy uważali zastosowaną taktykę entryzmu za właściwą i propagowali jej kontynuowanie we Francji i innych krajach. Z kolei Ted Grant, chociaż zwolennik entryzmu z zachowaniem niezależnych struktur trockistowskich poza partią, w której prowadzone jest działanie, uważał francuski zwrot za nieprzemyślany i przede wszystkim źle zrealizowany plan. Wskazywał on na zbyt szybką rezygnację z pracy wewnątrz SFIO, opuszczenie tej partii w momencie, gdy trockiści zbudowali już pewien autorytet wśród jej radykalnego skrzydła. 